# Pelargonium tongaense
Pelargonium tongaense is een van de ongeveer 220 soorten behorend tot het geslacht Pelargonium.
Pelargonium tongaense is een kleine struikachtige vaste plant met een licht kruipende vorm. De plant heeft vijflobbige pijlvormige bladeren, een verdikte stengel en diephelderrode bloemen. De soort komt enkel voor in een klein gebied in het noordoosten van de Zuid-Afrikaanse staat Natal.

## Gebruikte literatuur
- Pelargoniums of Southern Africa, J. J. A. van der Walt en P. J. Vorster, volume 3, National Botanic Gardens, Kirstenbosch, 1988, ISBN 0620011076

... · 
P. echinatum · 
P. graveolens (Rozenpelargonium) · 
P. tongaense · 
...